# Eguisheim
Eguisheim je občina v departmaju Haut-Rhin francoske regije Alzacija.
Leta 1990 je v občini živelo 1 530 oseb oz. 108 oseb/km².